# 袁浚東
袁浚東（Yuen Tsun Tung，1991年5月24日—）出生於香港，是一名已退役的職業職業足球員，可司職中堅、清道夫、左閘、右閘、防守中場。
他已於2012年退役，轉投懲教署工作，在2013年9月入職成為二級懲教助理。他現時於工餘時間，仍會以業餘方式效力有多名政府紀律部隊在陣的香港甲組聯賽球隊永義。
他有一名孖生弟弟，袁浚楠，同樣效力於香港甲組聯賽球隊永義，與他同樣司職中堅、清道夫。

## 球員生涯
袁浚東出身自流浪青年軍，2008年獲球會提升至一隊，轉往甲組的四海，司職後衛。
2010年夏天，離開四海流浪，轉投當時在乙組的元朗。
在2012年1月，被元朗外借到甲組的港菁效力。
2012年夏天，加盟當時另一支乙組球隊永義。

## 國際賽生涯
2008年1月23日，袁浚東入選香港U–17，代表香港出席由在2008年1月25日至1月27日於藍田晒草灣遊樂場草地足球場舉行的2008國際青年足球邀請賽。
2008年10月29日，首次入選香港U–20，並代表香港出席在2009年5月25日至6月3日期間於中國大陸重慶舉行的第十一屆山東濟南全運會足球預賽賽事。
2011年月6月10日，首次入選香港U–21，代表香港出席在2011年6月11日在小西灣運動場出戰港澳埠際賽，並正選上陣。

## 外部連結
- 香港足球總會網頁球員資料（页面存档备份，存于）

1. ↑  . 香港大公報.   [2013年8月31日]. （原始内容存档于2016年12月29日）.
2. ↑   (PDF). 香港足球總會.   [2008年1月28日]. （原始内容 (PDF)存档于2012年10月12日）.
3. ↑  . 香港足球總會.   [2008年1月28日].[永久]
4. ↑  . 香港蘋果日報.   [2008年10月29日]. （原始内容存档于2016年10月22日）.
5. ↑  . 香港足球總會.   [2009年5月23日]. （原始内容存档于2016年3月6日）.
6. ↑  . 香港足球總會.   [2011年6月10日]. （原始内容存档于2016年3月6日）.